# Porotrichum
Porotrichum là một chi rêu trong họ Neckeraceae.